# باربارا روبنز

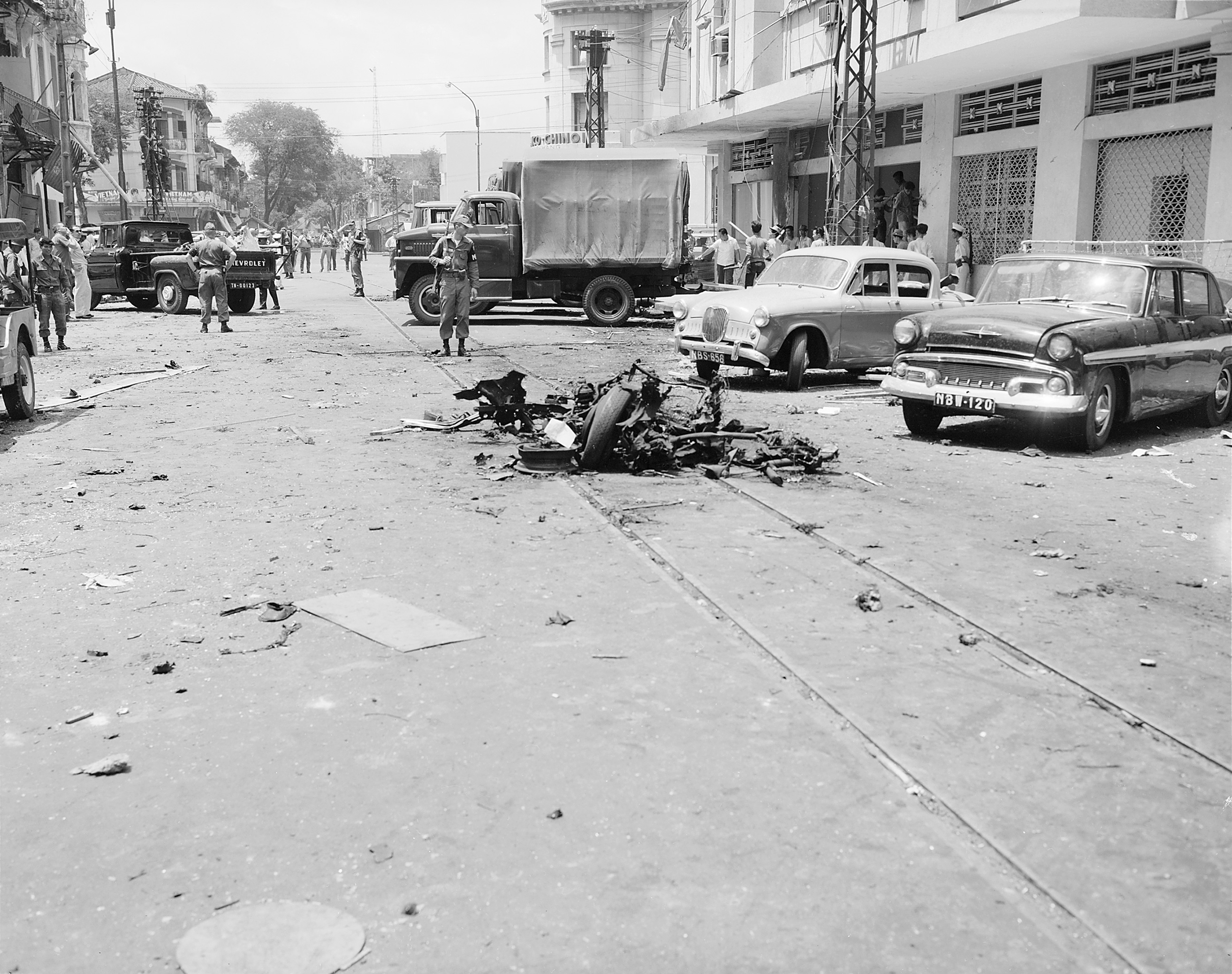
انفجار سيارة ملغومة بالقرب من السفارة قتل فيها المسؤولة السكرتارية للسفارة الأمريكية في سايغون عام 1965م

باربارا روبنز (بالإنجليزية: Barbara Annette Robbins) ، من مواليد 26 يوليو 1943م، وتوفيت سنة 1965م، كانت الموظفة العاملة للسفارة الأمريكية خلال حرب فيتنام ، وكانت مقتل الموظفة بانفجار سيارة ملغومة نفذها تنظيم فيت كونغ الموالية لفيتنام الشمالية.
ولدت باربارا روبنز ونشأت في ساوث داكوتا وتعلمت في مدينة كولورادو ، وأنظمت لاحقاً للمخابرات الأمريكية، وهاجمت الفكر الشيوعي.
وفي تاريخ 30 مايو 1965م، قتلت باربارا في سيارة ملغومة بالقرب من السفارة الأمريكية بالعاصمة الفيتنامية الجنوبية سايغون وراح ضحيتها 19 فيتنامياً وفلبيني وحيد وباربارا روبنز.
قامت المخابرات الأمريكية بوضع نصب تذكاري في ولاية فرجينيا من ضمن الأمريكيون الذين قتلوا خلال حرب فيتنام، ومنحت باربارا ميدالية الشرف رغم موتها في الحادث التفجيري.